# Maison Marie-Élisabeth
La Maison Marie-Élisabeth de Rimouski est une résidence spécialisée en soins palliatifs.

## Historique du nom
Le nom de la Maison fait référence à Sœur Marie-Élisabeth Turgeon, directrice et fondatrice de la congrégation des Sœurs du Saint-Rosaire de Rimouski qui ont fait don du terrain où la Maison a été construite.

## Début de la Maison
Dès la première année de fonctionnement, 2010, la Maison Marie-Élisabeth, a accueilli 110 personnes en fin de vie. Les bénéficiaires peuvent compter sur le support de professionnels, ainsi que de nombreux bénévoles durant cette difficile épreuve.
De même les membres de la famille reçoivent l'attention du personnel. Par de l'information à jour, de l'aide, du réconfort dans le plus grand respect, avant et après la difficile période du deuil de l'être cher.

## Historique récent
La Maison peut aujourd'hui compter sur 35 employés, ainsi que 180 bénévoles tous dévoués au mieux être, dans l'harmonie et le respect.
Une équipe de médecins assurent le suivi 24 heures sur 24 et 7 jours par semaine, et cela durant toute l'année.
De mars 2010 à avril 2017, la Maison a reçu plus de 824 patients au total .

## Financement de la Maison
La Maison a un budget annuel de fonctionnement d'environ 900,000$ dont un peu moins de 50% soit 476,000$, qui vient directement du Ministère de la Santé et des Services sociaux du Québec.
L'argent manquant provient soit des dons corporatifs et de la générosité des gens de la région, ainsi que de nombreuses campagnes de financement.
Tout cela dans le but de venir en aide aux gens qui ont un grand besoin de soins spécialisés.

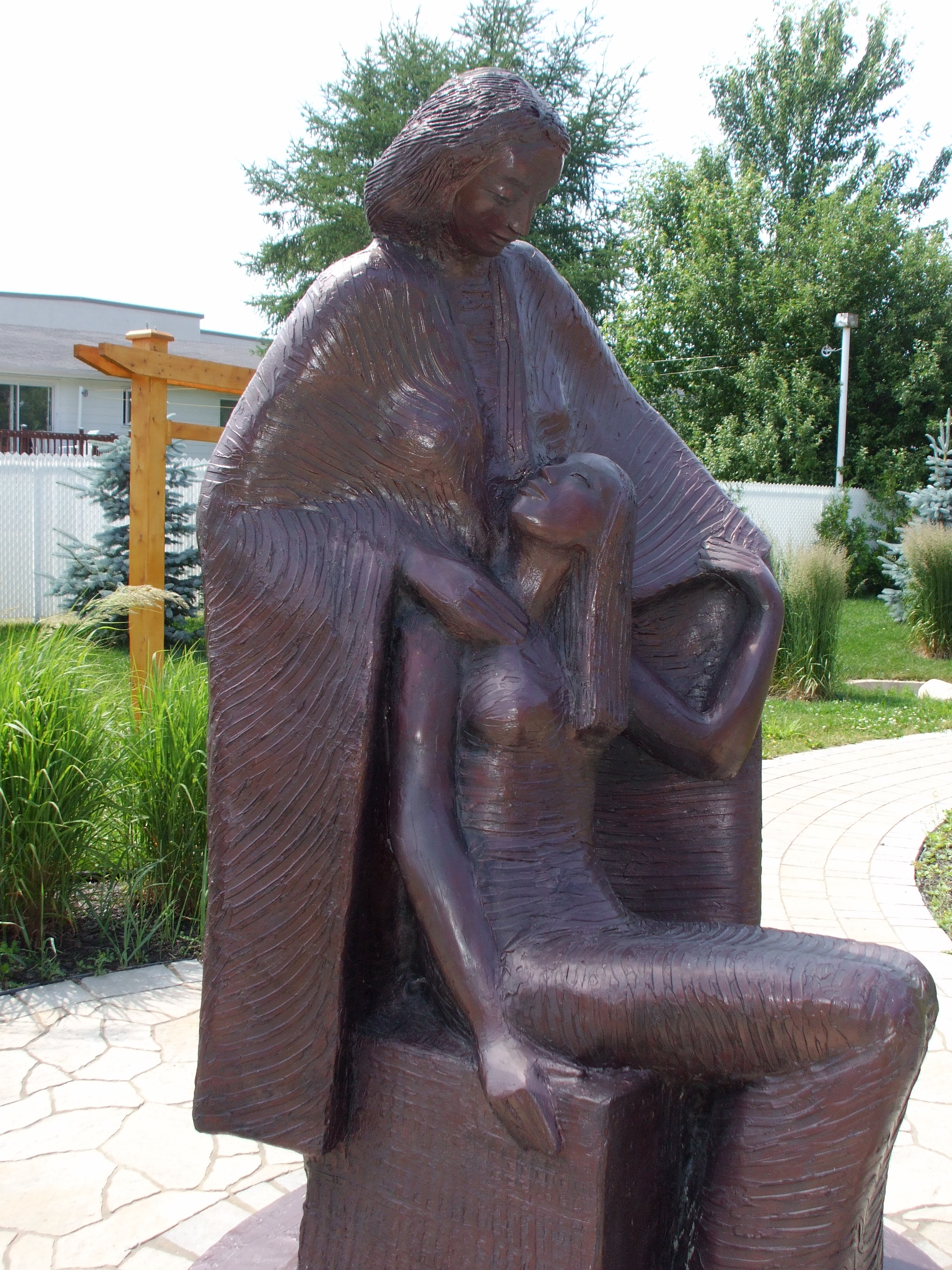
La Consolante Sculpture de Roger Langevin
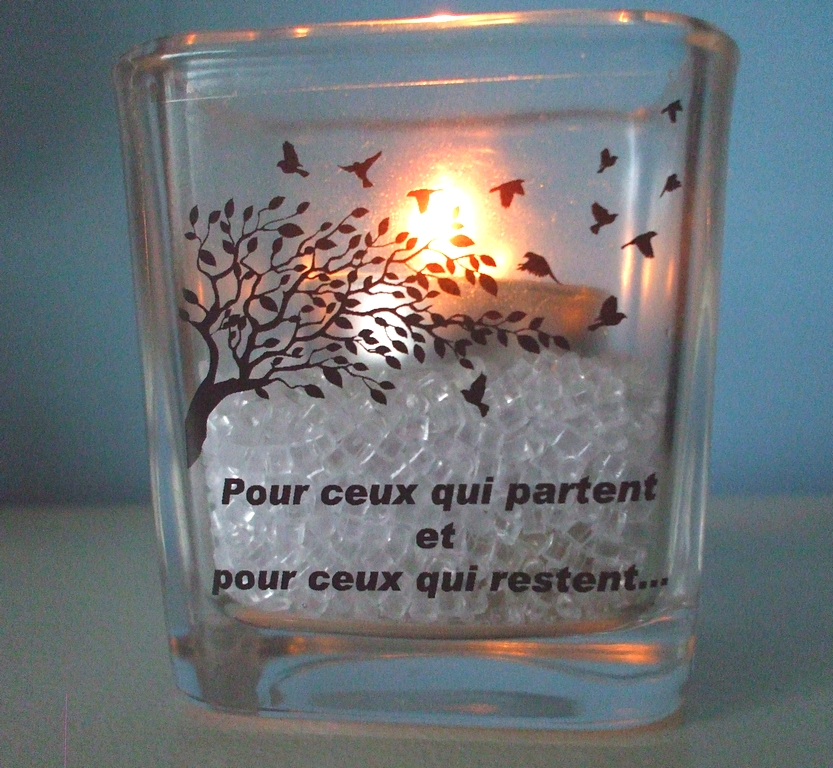
Pour ceux qui partent et pour ceux qui restent...
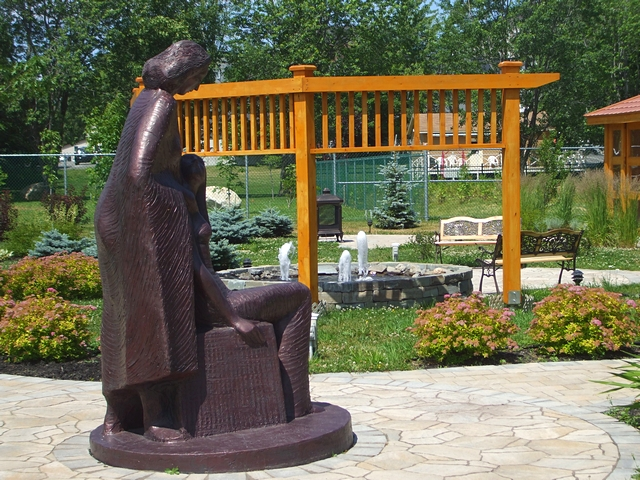
Dans la cour intérieur de la Maison Marie-Élisabeth